# 便携式防空导弹

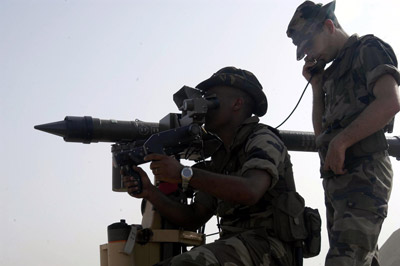
法國製西北風飛彈

便携式防空导弹（英語：Man-Portable Air-Defence System，另稱单兵防空导弹或肩射防空飛彈）是可以由人員獨自攜帶與發射的輕型面对空导弹，通常使用红外制导打击低空飞行的飞机与直升机，近年也開始針對巡航导弹。
由于威胁到民用航空安全，拥有、出口与交易此种武器被世界各国严格控制。

## 特點
便攜式防空飛彈的發展是為了兼顧陸上運輸的需要，填補防空火炮與大型防空飛彈之間的空窗，能夠伴隨地面單位迅速移動，部署容易，不需要複雜的支援設施與車輛。
在1979年蘇聯入侵阿富汗期間，美國對阿富汗反抗軍大量輸出刺針飛彈，造成蘇聯Mi-24與Su-25主力機隊的重大損失，使得攜帶式防空飛彈因此廣泛流行。此後美製刺針飛彈與蘇製SA-7在全球各地的反抗軍、游擊隊中廣泛使用，成為他們以小搏大的最佳利器。
1982年英國與阿根廷爆發的，英國皇家海軍陸戰隊在順利奪回福克蘭群島後，英軍士兵以隨身攜帶的標槍防空飛彈，擊墜了阿根廷的IA-58攻擊機，保全了福克蘭群島的制空權。
以色列航空的所有客機，為了防止遭伊斯蘭武裝激進分子的俄製或中國製攜帶型防空飛彈攻擊，皆比照軍用機加裝了能夠避免遭擊落的熱誘餌彈與金屬片、敵我識別器以及飛彈預警系統。

## 各國產品

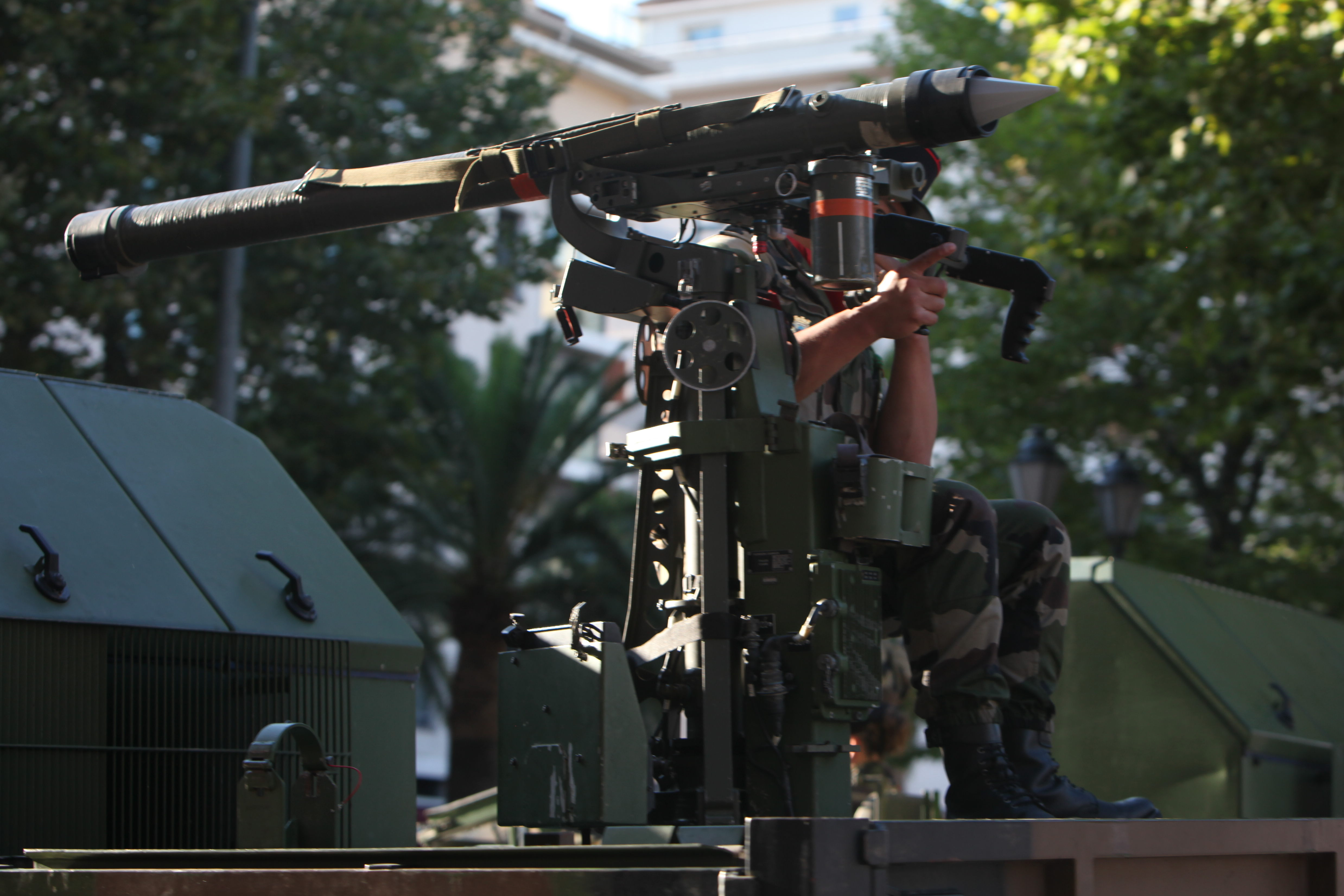
西北風

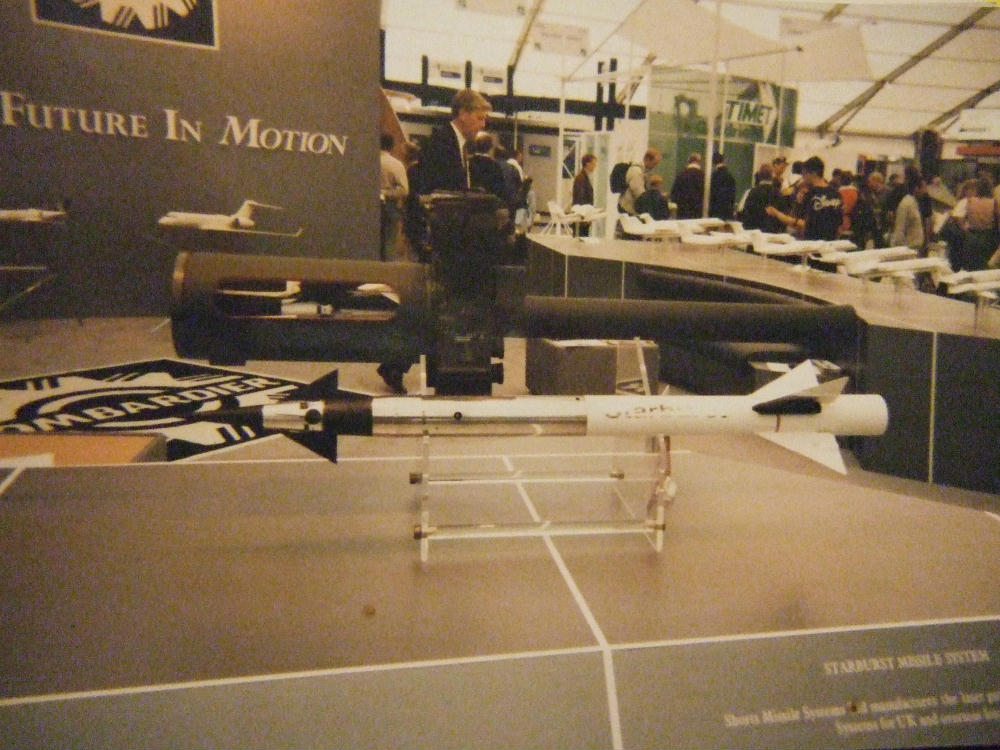
星爆

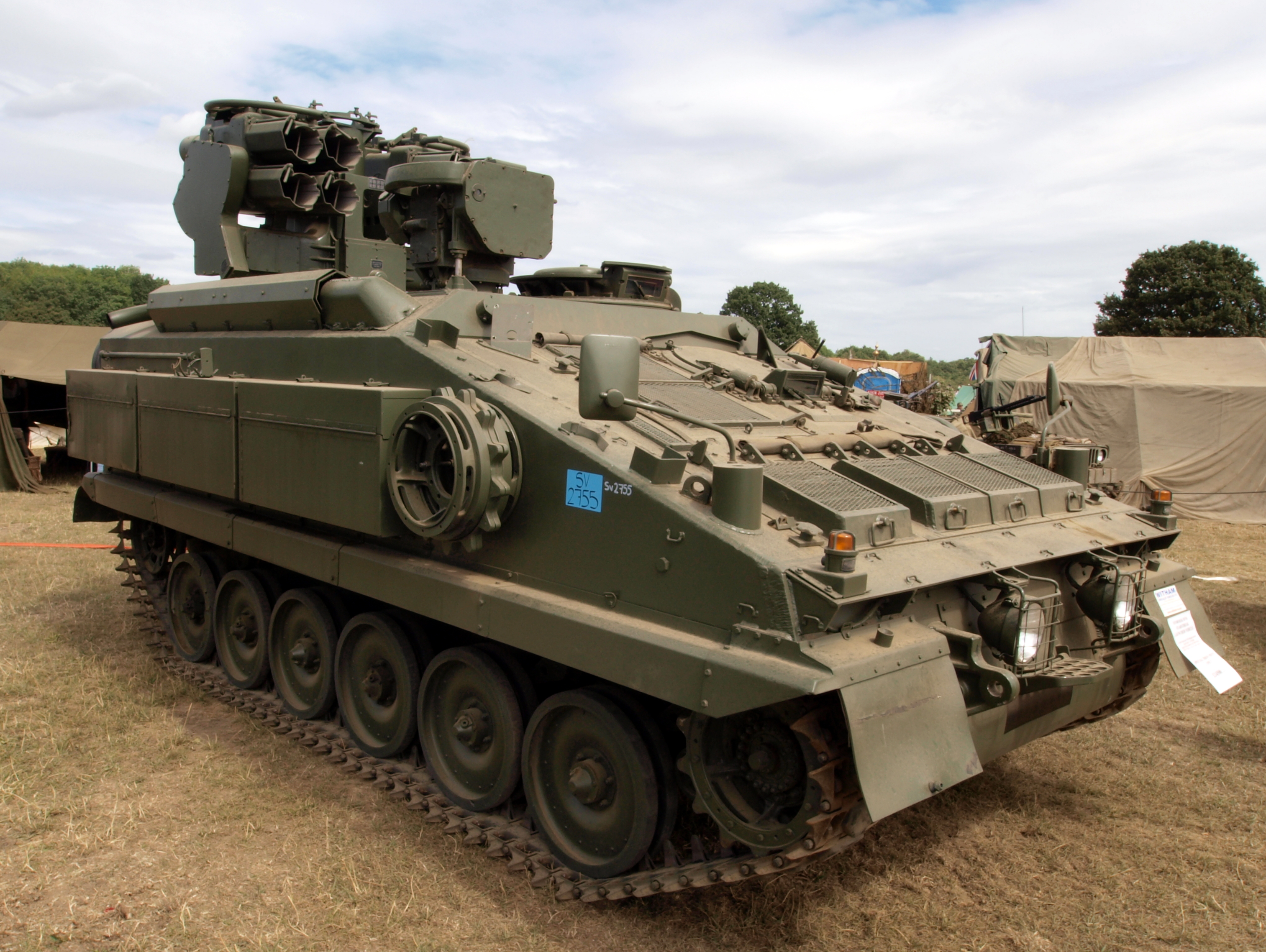
Alvis Stormer裝甲車上的星光飛彈

### 苏联/俄羅斯
- 9K32「箭-2」（SA-7，羅馬化：Strela） 
  - 9K34「箭-3」（SA-14）
- 9K38針式（SA-18，羅馬化：Igla）
  - 针式-M（SA-16）
  - 针式-S（SA-24）
- 9K333柳樹式（SA-29，羅馬化：Verba）

### 中华人民共和国
- 红缨-5
- 前卫-1
- 前卫-2
- 前卫-3
- 前卫-4
- 红缨／飞弩-6

### 英国
- 吹箭式（英語：Blowpipe）
- 星爆式（英語：Starburst）
- 標槍式（英語：Javelin）
- 星光式（英語：Starstreak）

### 美国
- FIM-43红眼式（英語：Redeye）
- FIM-92刺針式（英語：Stinger）

### 歐洲
法國：西北風式（法語：Mistral）
 波蘭
- 閃電式（波蘭語：Piorun）
- 雷霆式（波蘭語：Grom）

 瑞典
- RBS-70
- RBS-90（俄语：RBS 90）

 羅馬尼亞：CA-94

### 亞洲
- 日本：91式便攜地對空導彈
- 大韓民國：KP-SAM神弓式（羅馬化：Shin Gung）
- 巴基斯坦：ANZA-1